# Premio Rafto
El Premio Rafto (o Premio Thorolf Rafto) es un premio que se otorga anualmente a una persona que activista de los derechos humanos. Este premio es otorgado por la Fundación Rafto y tiene como objetivo promover los tres derechos humanos fundamentales de la libertad intelectual, política y económica. 
Es creó en 1987.
Se otorga en memoria de profesor Thorolf Rafto.
Cuatro personas que han recibido este premio más tarde recibió el Premio Nobel de la Paz.

## Galardonados
- 1987, Jirí Hájek
- 1988, Trivimi Velliste
- 1989, Doina Cornea
- 1990, Aung San Suu Kyi
- 1991, Elena Bonner
- 1992, Preah Maha Ghosananda
- 1993, José Ramos-Horta
- 1994, Leyla Zana
- 1995, Comité des mères de soldats de Russie
- 1996, Palermo Anno Uno
- 1997, Rom et Ian Hancock
- 1998, ECPAT
- 1999, Guennadi Grouchevoï
- 2000, Kim Dae-jung
- 2001, Chirine Ebadi
- 2002, Mohammed Daddach
- 2003, Paulos Tesfagiorgis
- 2004, Rebiya Kadeer
- 2005, Lidia Ioussoupova
- 2006, Thich Quang Do
- 2007, National Campaign on Dalit Human Rights
- 2008, Bulambo Lembelembe Josué
- 2009, Malahat Nasibova
- 2010, José Raúl Vera López
- 2011, Frank Mugisha
- 2012, Nnimmo Bassey
- 2013, Centro de Derechos Humanos de Baréin.[1]
- 2014, Agora
- 2015, Ismael Moreno

[actualizar]